# Salvatore Maranzano
Salvatore Maranzano (Castellammare del Golfo, 31 luglio 1886 – New York, 10 settembre 1931) è stato un mafioso italiano naturalizzato statunitense, legato a Cosa nostra statunitense, famoso per avere organizzato la mafia newyorkese nelle cinque famiglie.

## Biografia

### Inizi
Salvatore Maranzano nacque a Castellammare del Golfo, in provincia di Trapani, il 31 luglio del 1886. Da giovane studiò in seminario ma si ritirò presto, venendo affiliato nella cosca mafiosa locale e sposando Elisabetta Minore, sorella di un boss mafioso trapanese.
Nel 1927 Maranzano fuggì negli Stati Uniti d'America a causa delle persecuzioni contro i mafiosi in Sicilia attuate dal «prefetto di ferro» Cesare Mori; giunto a New York, si stabilì nella comunità di immigrati siciliani che abitavano a Brooklyn, dove era attiva una cosca di compaesani castellammaresi guidata dal mafioso Nicolò Schirò, alla quale Maranzano si unì. Durante il proibizionismo, Maranzano installò una grande distilleria illegale di alcol nella contea di Dutchess, che divenne una delle più grandi dello Stato di New York.
Nel 1930 Joe Masseria, boss della Famiglia Morello, ricattò Nicola Schirò a fine di estorsione, imponendo un'alta tangente da pagare perché la cosca castellammarese stava diventando troppo potente e si era alleata con il suo acerrimo nemico Salvatore D'Aquila, boss di un'altra cosca a Brooklyn ucciso nel 1928; Schirò pagò la tangente e poi sparì, lasciando Maranzano a capo della sua cosca.

### Guerra Castellamarese
Maranzano allora iniziò ad invadere il territorio di Joe Masseria, dirottando i camion carichi di alcolici e distruggendo i birrifici illegali di sua proprietà. Masseria rispose facendo assassinare il suo alleato Gaetano Reina, che credeva lo stesse tradendo con Maranzano, e altri mafiosi alleati alla cosca castellammarese, scatenando la cosiddetta «Guerra castellammarese», che terminò il 15 aprile 1931, quando Joe Masseria venne assassinato su ordine del suo alleato Lucky Luciano, che lo tradì con Maranzano.
Uscito vittorioso dal conflitto, Maranzano convocò un incontro a Chicago ospitato da Al Capone, in cui celebrò la vittoria e si fece eleggere «capo dei capi»; furono invitati i boss di tutte le famiglie degli Stati Uniti per rendere omaggio al loro nuovo leader. Maranzano però considerava pericolosi Lucky Luciano e i suoi alleati non-siciliani Vito Genovese, Joe Adonis, Frank Costello, Al Capone e Dutch Schultz, decidendo in segreto di farli assassinare; infatti assunse il killer Vincent "Mad Dog" Coll per eliminare Luciano e Genovese per primi.

### Assassinio
Il 10 settembre 1931 Maranzano convocò Luciano e Genovese nel suo ufficio immobiliare al nono piano del New York Central Building, al 230 di Park Avenue ma, al loro posto, si presentarono quattro killer ebrei travestiti da agenti del Fisco, i quali pugnalarono Maranzano e lo finirono a colpi di pistola; in realtà i killer ebrei erano stati assoldati dal gangster Meyer Lansky, per volere di Lucky Luciano. Trovarono nell'ufficio anche il mafioso siciliano Gaetano Lucchese, che si era accordato con Luciano per condurre i killer ebrei a Maranzano.
In seguito alla morte di Maranzano, la cosca castellammarese venne rilevata dal boss Joseph Bonanno e divenne nota come Famiglia Bonanno. Luciano poi abolì la carica di «capo dei capi» e istituì una Commissione tra le cinque famiglie di New York.
Salvatore Maranzano è seppellito nel cimitero di San Giovanni a Middle Village, nel Queens di New York, curiosamente vicino alle tombe di Luciano e Genovese.

## Maranzano nella cultura di massa
- Il personaggio di Maranzano appare nel romanzo Il padrino di Mario Puzo, in cui entra in guerra contro Don Vito Corleone, rivolgendosi per aiuto ad Al Capone. Eliminati i due sicari di Chicago per mezzo di Luca Brasi, Don Corleone invia Salvatore Tessio a uccidere direttamente Maranzano in un falso incontro di pace. A differenza del reale, non è un capofamiglia, ma piuttosto un boss del crimine che monopolizza il gioco d'azzardo, associato alla famiglia Tattaglia.
- Nel film di Terence Young Joe Valachi - I segreti di Cosa Nostra (1972), basato sulla biografia del pentito di mafia Joe Valachi scritta da Peter Maas, Maranzano è impersonato da Joseph Wiseman.
- Nel film L'impero del crimine del 1991, Maranzano (col cognome storpiato in Faranzano) è uno degli antagonisti principali di Lucky Luciano ed è interpretato da Michael Gambon.
- Nella serie televisiva statunitense Boardwalk Empire - L'impero del crimine, l'attore italiano Giampiero Judica ricopre il ruolo del boss Salvatore Maranzano nella quinta ed ultima stagione della serie.[11]